# Орестес (Індіана)
Орестес (англ. Orestes) — місто (англ. town) в США, в окрузі Медісон штату Індіана. Населення — 414 осіб (2010).

## Географія
Орестес розташований за координатами 40°16′10″ пн. ш. 85°43′39″ зх. д. / 40.26944° пн. ш. 85.72750° зх. д. (40.269308, -85.727604).  За даними Бюро перепису населення США в 2010 році місто мало площу 1,61 км², уся площа — суходіл.

## Демографія
Згідно з переписом 2010 року, у місті мешкало 414 осіб у 148 домогосподарствах у складі 114 родин. Густота населення становила 256 осіб/км².  Було 177 помешкань (110/км²).
Расовий склад населення:
| - 95,7 % — білих - 0,5 % — корінних американців - 0,2 % — чорних або афроамериканців - 2,9 % — осіб інших рас |

До двох чи більше рас належало 0,7 %. Частка іспаномовних становила 4,8 % від усіх жителів.
За віковим діапазоном населення розподілялося таким чином: 24,6 % — особи молодші 18 років, 62,1 % — особи у віці 18—64 років, 13,3 % — особи у віці 65 років та старші. Медіана віку мешканця становила 35,8 року. На 100 осіб жіночої статі у місті припадало 106,0 чоловіків;  на 100 жінок у віці від 18 років та старших — 98,7 чоловіків також старших 18 років.
Середній дохід на одне домашнє господарство  становив 49 706 доларів США (медіана — 42 344), а середній дохід на одну сім'ю — 57 403 долари (медіана — 53 333). Медіана доходів становила 35 000 доларів для чоловіків та 31 250 доларів для жінок. За межею бідності перебувало 23,0 % осіб, у тому числі 26,6 % дітей у віці до 18 років та 13,2 % осіб у віці 65 років та старших.
Цивільне працевлаштоване населення становило 186 осіб. Основні галузі зайнятості: виробництво — 22,0 %, освіта, охорона здоров'я та соціальна допомога — 17,2 %, науковці, спеціалісти, менеджери — 14,5 %, транспорт — 12,4 %.